# Katonsari
Katonsari is een bestuurslaag in het regentschap Demak van de provincie Midden-Java, Indonesië. Katonsari telt 6358 inwoners (volkstelling 2010).